# Yahoo!
Yahoo! Inc. je ameriška delniška družba s sedežem v kraju Sunnyvale, Kalifornija (v Silicijevi dolini), ki se ukvarja z razvojem in trženjem internetnih storitev. Med bolj znanimi njihovimi produkti so krovni spletni portal, spletni iskalnik Yahoo! Search, spletni imenik Yahoo! Directory, storitev elektronske pošte Yahoo! Mail in kartografsko orodje Yahoo! Maps.
Podjetje sta leta 1994 ustanovila programerja Jerry Yang in David Filo, registrirano je bilo 1. marca 1995. Sprva je upravljalo s spletnim imenikom, prvotno imenovanim »David and Jerry's Guide to the World Wide Web«. Dejavnost se je v 1990. letih bliskovito širila, tudi z odmevnimi prevzemi (npr. priljubljenega ponudnika gostovanja spletnih strani GeoCities za 3,6 milijarde USD in ponudnika TV ter radijskega programa Broadcast.com za 5,7 milijarde USD), do zloma trga spletnih storitev v zgodnjih 2000. letih, ko je vrednost delnice padla za več kot 90 %. Podjetje je preživelo, vendar se še danes sooča s finančnimi težavami zaradi močne konkurence v podjetjih Microsoft in Google. Posledica tega je bilo več menjav v vodstvu in obsežnejša odpuščanja delavcev v zadnjih letih.
Leta 2008 so potekala med Yahoojem in Microsoftom pogajanja za prevzem, a so vodilni pri Yahooju zavrnili Microsoftovo ponudbo 47,5 milijarde USD (33 USD na delnico) kot prenizko. Govorice o Microsoftovih namerah so se nadaljevale v kasnejših letih, tudi sicer pa se podjetji vedno tesneje povezujeta v boju proti Googlovi prevladi na trgu (za primer, Yahoojev iskalnik od leta 2009 poganja Microsoftov iskalni pogon Bing).